# Leptotarsus subobsoletus
Leptotarsus subobsoletus är en tvåvingeart som först beskrevs av Alexander 1926.  Leptotarsus subobsoletus ingår i släktet Leptotarsus och familjen storharkrankar. Inga underarter finns listade i Catalogue of Life.